# Via Sacra (Zittauer Dreiländereck)

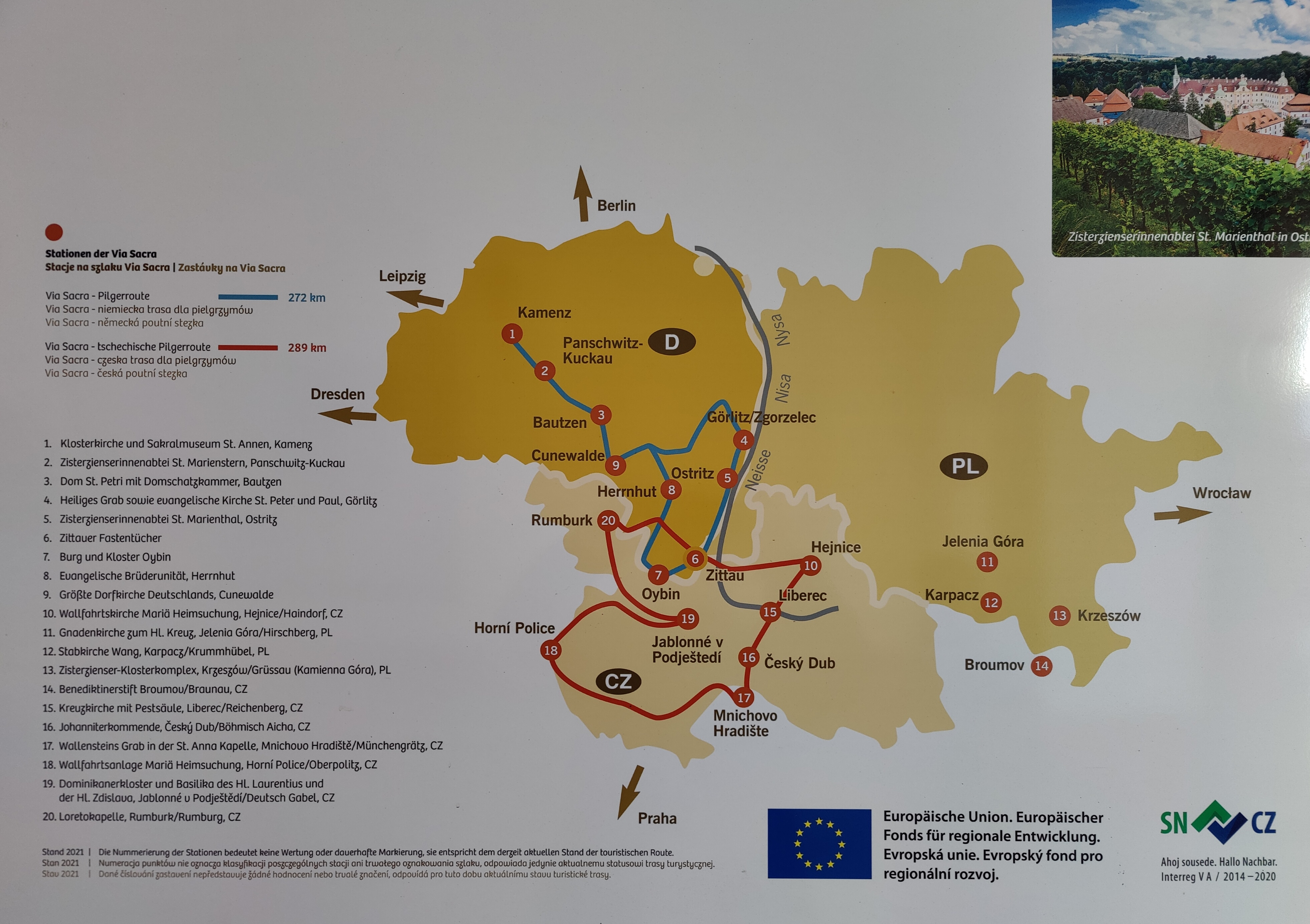
Übersichtstafel Via Sacra in Kloster St. Marienstern in Panschwitz-Kuckau

Die Via Sacra ist eine touristisch erschlossene, auf alten Handelswegen verlaufende Route im Dreiländereck „Deutschland-Polen-Tschechien“, die 16 Stationen mit religions- und kunsthistorisch bedeutsamen Kulturdenkmälern in der Euroregion Neiße umfasst. Auf deutschem und niederschlesischem Territorium ist die Route teilweise identisch mit der historischen Via Regia und dem Jakobsweg.
Das Angebot steht unter den Stichworten „Reisen ohne Grenzen. Durch Jahrhunderte. Zur Besinnung.“ und spielt damit auf drei wichtige Gesichtspunkte an: Zum ersten die räumliche Verbindung von Orten, die in der Geschichte enger zusammengehörten, als heutige Grenzen vermuten lassen (Schlesien und die Lausitzen als Nebenländer der Böhmischen Krone); zum zweiten das über einen langen Zeitraum bestehende, tolerante Miteinander verschiedener Kulturen und Religionen (vor allem in der Oberlausitz); zum dritten die Besinnung nicht nur auf die Werte der zwei ersten Punkte, sondern auch auf einen weiteren Horizont als Kontrast zu unserer kurzsichtigen, schnelllebigen Gegenwart und die Einbringung dieser Haltung in eine gemeinsame Zukunft.
Einer der Initiatoren dieser Touristenroute ist Volker Dudeck, ehemaliger Direktor der Städtischen Museen Zittau. Gefördert wurde das Projekt von der Europäischen Union Interreg III A (EFRE).

## Stationen
1. Zittauer Fastentücher
2. Burg und Kloster Oybin
3. Evangelische Brüder-Unität Herrnhut
4. Dorfkirche Cunewalde
5. Dom St. Petri Bautzen mit Domschatzkammer
6. Zisterzienserinnenabtei St. Marienstern und Kamenzer Altäre
7. Heiliges Grab, Kreuzweg und Evangelische Kirche St. Peter und Paul Görlitz
8. Zisterzienserinnenabtei St. Marienthal
9. Friedenskirche zum Heiligen Geist Jawor/Jauer
10. Zisterzienser-Klosterkomplex Krzeszów (Kamienna Góra)/Grüssau
11. Stabkirche Wang Karpacz/Krummhübel
12. Gnadenkirche zum Heiligen Kreuz Jelenia Góra/Hirschberg
13. Kirche Maria Heimsuchung Hejnice/Haindorf
14. Johanniterkommende der Hl. Zdislava Český Dub/Böhmisch Aicha
15. Kapelle der Hl. Anna Mnichovo Hradiště/Münchengrätz
16. Basilika des Hl. Laurentius und der Hl. Zdislava Jablonné v Podještědí/Deutsch Gabel